# Firdausi Qadri
Firdausi Qadri, née le 31 mars 1951, est une immunologiste bangladaise spécialiste des maladies infectieuses. Actuellement, elle travaille en tant que directrice pour le Centre for Vaccine Sciences du Centre international pour la recherche sur les maladies diarrhéiques, Bangladesh (icddr, b).  

## Biographie

### Éducation
Qadri a obtenu son baccalauréat en 1975 et sa maîtrise en biochimie et biologie moléculaire à l'Université de Dacca, au Bangladesh  en 1977. En 1980, elle obtient son doctorat en biochimie et immunologie à l'université de Liverpool au Royaume-Uni. Elle effectue ses recherches postdoctorales en immunologie à l'icddr, b.

### Carrière
En 1998, Qadri rejoint ce centre en tant que scientifique associée. Actuellement, elle est scientifique principale et directrice du Centre for Vaccine Science à l'icddr, b. Elle a travaillé plus de 25 ans sur le développement de vaccins contre le choléra et possède une expertise sur d'autres maladies infectieuses telles que l'ETEC, la typhoïde, Helicobacter pylori, le rotavirus...  Elle est présidente de l'Institut pour le développement des initiatives en sciences et santé.

## Recherches
Qadri a concentré ses recherches sur les maladies entériques, en particulier dans les domaines de l'immunologie, de la génomique, de la technologie et du diagnostic protéomiques et du développement de vaccins. Elle s'est efforcée d'introduire un nouveau vaccin oral contre le choléra bon marché au Bangladesh en remplacement de Dukoral, qui est coûteux pour les pauvres et peu rentable en tant qu'outil de santé publique. Elle a démontré l'efficacité du vaccin Shanchol dans la population de masse dans les zones de slam à Dacca puis a travaillé pour le faire adopter comme intervention de santé publique au Bangladesh y compris les réfugiés Rohingya. Elle s'est également concentrée sur l'étude de la réponse immunitaire chez les personnes infectées par H.pylori au Bangladesh et les réponses chez les patients atteints de fièvre typhoïde ainsi que chez les vaccinés.
.

## Distinctions et récompenses
- 2005 : Médaille d'or de l'Académie des sciences du Bangladesh[10]
- 2012 : Grand prix de la Fondation Christophe et Rodolphe Mérieux[11]. Ce prix lui permet la création de l'Institut pour le développement des initiatives scientifiques et sanitaires (ideSHi) en 2014[12].
- 2013 : Prix CNR Rao de la World Academy of Sciences[13].
- 2014 : membre d'un groupe de réflexion de l'Organisation des Nations unies sur les aspects organisationnels et opérationnels d'un projet de banque de technologies et de mécanisme de soutien à la science, la technologie et l'innovation dédié aux pays les moins avancés[14].
- 2020 : Prix L'Oréal-Unesco pour les femmes et la science « pour ses travaux exceptionnels dans la compréhension et la prévention des maladies infectieuses touchant les enfants des pays en voie de développement, pour la mise en place d'un diagnostic précoce et d'une campagne de vaccination ayant un impact sur la santé mondiale »[15].

Elle est également membre fondatrice du Conseil consultatif de la Société de microbiologie du Bangladesh, l'ambassadrice internationale de la Société américaine de microbiologie pour le Bangladesh et membre de l'Académie des sciences du Bangladesh depuis 2008.